# Circuit franco-belge 2022
 (août 2022).
Si vous disposez d'ouvrages ou d'articles de référence ou si vous connaissez des sites web de qualité traitant du thème abordé ici, merci de compléter l'article en donnant les références utiles à sa vérifiabilité et en les liant à la section « Notes et références ».
La 81e édition du Circuit franco-belge  (appelé Eurométropole Tour de 2012 à 2021) a lieu le 10 août 2022. Elle fait partie du calendrier UCI ProSeries 2022 en catégorie 1.Pro, de la coupe de Belgique de cyclisme sur route 2022 et se déroule en Belgique entre Tournai et La Louvière sur une distance de 175 km. La course est remportée par le Norvégien Alexander Kristoff de l'équipe Intermarché Wanty Gobert.

## Équipes
| WorldTeams (8)- AG2R Citroën Team - Cofidis - Intermarché-Wanty-Gobert Matériaux - Israel-Premier Tech - Lotto-Soudal - Quick-Step Alpha Vinyl - Team DSM - Trek-Segafredo ProTeams (7)- Alpecin-Deceuninck - Arkéa-Samsic - B&B Hotels-KTM - Bingoal Pauwels Sauces WB - TotalEnergies - Sport Vlaanderen-Baloise - Uno-X Pro Cycling Team Équipes continentales (5)- Bolton Equities Black Spoke Pro Cycling - Geofco Doltcini Matériel-vélo.com - Minerva Cycling Team - Tarteletto-Isorex - VolkerWessels Cycling Team |
| |

## Classement final
| \| Classement général \| Classement général \| Classement général \| Classement général \| Classement général \| \| Coureur \| Coureur \| Pays \| Équipe \| Temps \| \| ------------------ \| ------------------ \| ------------------ \| ---------------------------------- \| ------------------ \| \| 1er \| Alexander Kristoff \| Norvège \| Intermarché-Wanty-Gobert Matériaux \| 4 h 12 min 13 s \| \| 2e \| Dries Van Gestel \| Belgique \| TotalEnergies \| + 0 s \| \| 3e \| Victor Campenaerts \| Belgique \| Lotto-Soudal \| + 0 s \| \| 4e \| Jasper De Buyst \| Belgique \| Lotto-Soudal \| + 13 s \| \| 5e \| Alberto Dainese \| Italie \| Team DSM \| + 15 s \| \| 6e \| Arnaud De Lie \| Belgique \| Lotto-Soudal \| + 15 s \| \| 7e \| Julien Simon \| France \| TotalEnergies \| + 15 s \| \| 8e \| Milan Menten \| Belgique \| Bingoal Pauwels Sauces WB \| + 15 s \| \| 9e \| Greg Van Avermaet \| Belgique \| AG2R Citroën Team \| + 15 s \| \| 10e \| Bryan Coquard \| France \| Cofidis \| + 15 s \| |                    |          |                                    |                 |
| |                    |          |                                    |                 |
| Sources : ProCyclingStats Cycling Quotient Cycling Archives |                    |          |                                    |                 |
| Classement général |                    |          |                                    |                 |
| Coureur | Coureur            | Pays     | Équipe                             | Temps           |
| 1er | Alexander Kristoff | Norvège  | Intermarché-Wanty-Gobert Matériaux | 4 h 12 min 13 s |
| 2e | Dries Van Gestel   | Belgique | TotalEnergies                      | + 0 s           |
| 3e | Victor Campenaerts | Belgique | Lotto-Soudal                       | + 0 s           |
| 4e | Jasper De Buyst    | Belgique | Lotto-Soudal                       | + 13 s          |
| 5e | Alberto Dainese    | Italie   | Team DSM                           | + 15 s          |
| 6e | Arnaud De Lie      | Belgique | Lotto-Soudal                       | + 15 s          |
| 7e | Julien Simon       | France   | TotalEnergies                      | + 15 s          |
| 8e | Milan Menten       | Belgique | Bingoal Pauwels Sauces WB          | + 15 s          |
| 9e | Greg Van Avermaet  | Belgique | AG2R Citroën Team                  | + 15 s          |
| 10e | Bryan Coquard      | France   | Cofidis                            | + 15 s          |